# Arsenikó de Naxos
L'Arsenikó de Naxos, en grec moderne : Αρσενικό Νάξου, également appelé Kefalotýri de Naxos, est un fromage fabriqué dans l'île grecque de Naxos, des Cyclades, en Grèce. C'est un fromage à pâte dure à la texture douce et beurrée, au goût épicé et à l'arrière-goût de lait aromatique,. Il est fabriqué sur l'île à partir de lait de brebis et de chèvre dans une proportion de 70-30% chauffé et caillé avec de la présure. Il est alors mis à égoutter dans des moules faits de paniers, d'où il prend sa forme définitive. Après l'égouttage et l'obtention de la consistance souhaitée, le caillé est enduit d'huile d'olive et placé dans la salle de maturation. Là, il change de position tous les trois jours tout en étant constamment brossé. Après six mois, le fromage est prêt. Il a généralement une croûte noire enduite de paraffine.